# 870

## Evenimente
- Este amintit pentru prima oară Euskirchen un oraș din Germania.

## Nașteri
- Alexandru, împărat bizantin din 912 (d. 913)

## Decese
- martie: Grigore al III-lea de Neapole, duce de Neapole din 864 (n. ?)
- Ali ibn Sahl Rabban al-Tabari, savant islamic, medic și psiholog persan faimos pentru faptul că a redactat prima enciclopedie despre medicină (n.c. 838)
- Otfried von Weissenburg, cleric german (n. 800)